# Студеница (Исток)
Студеница (алб. Studenicë) је насеље у општини Исток на Косову и Метохији.

## Демографија
Насеље има албанску етничку већину,
Број становника на пописима:
- попис становништва 1948. године: 702
- попис становништва 1953. године: 795
- попис становништва 1961. године: 970
- попис становништва 1971. године: 1 291
- попис становништва 1981. године: 1 597
- попис становништва 1991. године: 1 785